# Hannah van der Westhuysen
Hannah Jo van der Westhuysen (* 26. August 1995 in Hammersmith, London) ist eine englisch-südafrikanische nicht-binäre Person, welche im Film- und Theaterschauspiel tätig ist.

## Leben
Hannah van der Westhuysens ist Kind einer Engländerin und eines Südafrikaners. Westhuysen besitzt beide Staatsbürgerschaften und wuchs in Südwest-London auf. Als Fleecey Keaton gehörte Westhuysen 2005 zur Hauptbesetzung der britischen Science-Fiction-Kinder-Serie The Fugitives. Nach dem Besuch eines Einjahreskurses an der London Academy of Music and Dramatic Art und machte Westhuysen 2018 den Bachelor of Arts in Schauspiel am Drama Centre London.

## Filmographie (Auswahl)
- 2004: Keen Eddi (Fernsehserie, Folge 1x09)
- 2004: Die Kreatur – Gehasst & gejagt (Frankenstein, Miniserie, 2 Folgen)
- 2005: The Fugitives (Fernsehserie, 7 Folgen)
- 2020: The Bay of Silence
- 2020: Grantchester (Fernsehserie, Folge 5x01)
- 2021: A Little Italian Vacation
- 2021–2022: Fate: The Winx Saga (Fernsehserie, 13 Folgen)
- 2022: Lamborghini: The Man Behind the Legend
- 2022: Sandman (The Sandman, Fernsehserie, Folge 1x03)
- 2024: Sexy Beast (Fernsehserie, 4 Folgen)

## Musikvideos
- 2015: No Man’s Land von Joss Stone

## Bühne
- 2014: Chalet Lines
- 2015: King Lear
- 2016: Lipstick & Scones
- 2017: Lunch Hour
- 2019: An Enemy of the People
- 2022: Autopilot